# 四川省岳池中学
四川省岳池中学是中华人民共和国四川省的一所全日制公办高级中学，位在广安市岳池县，为二级示范性普通高中、岳池县教育局直属全额拨款正县级公办完全中学。成立于1922年。学校也是中华人民共和国“全国健康学校建设单位”之一。

## 沿革
中华民国教育部曾发布“实业救国”号召，督促积极推动国家实业的发展，与此同时，岳池县内的知识分子杨星阶、田昌伯和罗瑶琴等人研议，于民国11年（1922年）在岳池县东外街实业所创立了岳池县的首所中学，并命名为岳池县立初级中学（岳中），学校创立当年，招收了1个初中新生班:446。1925年，学校更名为岳池县中学校。1940年，学校更名为岳池县立初级中学校，并于1944年开始招收高中班。1945年，学校更名为岳池县立中学校。
中华人民共和国成立后，甫成立的岳池县人民政府接管了岳池县立中学校:445，1950年5月，岳池县立女子初级中学校并入，而这所学校的前身可追溯至1906年创立的岳秀女校。随后，1951年上期，岳池县又合并了岳池私立新三中学，这所学校创立于1939年，由原国民党监察院长于右任创办。在合并后，学校名称被更改为“川北区岳池中学”:446。
1953年1月，根据四川省教育厅的通知，学校的名称被进一步确定为“四川省岳池中学”（常称为岳中）。这一命名标志着学校的地位和范围得到了官方确认。
1966年至1976年文化大革命期間，該校的教師遭到批鬥、正常教學秩序遭到嚴重破壞，学校进入停课状态，各类考试被取消:46-47。
1976年10月，文革结束，进入到新的发展阶段。1977年秋，普通高等学校招生考试恢复，在校学生人数增长，教学质量显著提高。1982年，岳池中学获四川省教育厅评定为南充地区“重点中学”:446。
1987年9月，中共岳池县党委、县人民政府开始在岳池中学开展教育体制改革试点工作，并于同年在该校建立校长负责制管理体制，该校校长获得办学自主权，此管理体制亦于1993年在岳池县其他普通高中推广:504-505。
1994年，校内发现宋至明代古墓群并对其进行抢救性发掘，出土文物25件，墓葬共35座。:549
2000年，该校成为四川省重点中学:505。
2013年12月23日，四川省教育厅将岳池中学评定为“四川省二级示范性普通高中”。

## 办学条件
岳池中学主要面向所在地岳池县招收初中畢業生，作為四川省重点中学:505，其采取择优录取的原则錄取考生，故其分數線亦高於同縣其他高級中學，其培養的學生中也不乏考入北京大學及清華大學等中国重點高校者。1986年起，该校通过初中毕业、高中招生以及中专中等师范合一的考试招收初中毕业生，1998年起，学校开始采取初中毕业、高中招生考试合一的预选考试制度招生，并于2000年引入填报志愿制度:506-507。

### 师资力量
截至2023年，岳池中学现有教职工518人，其中包括专职教师508人、正高级教师1人、特级教师1人、高级教师145人，省高评委2人、中评委12人、省级骨干教师17人，省市十佳教师、模范教师4人，四川省首届名师2人、研究生75人。

### 硬件设施

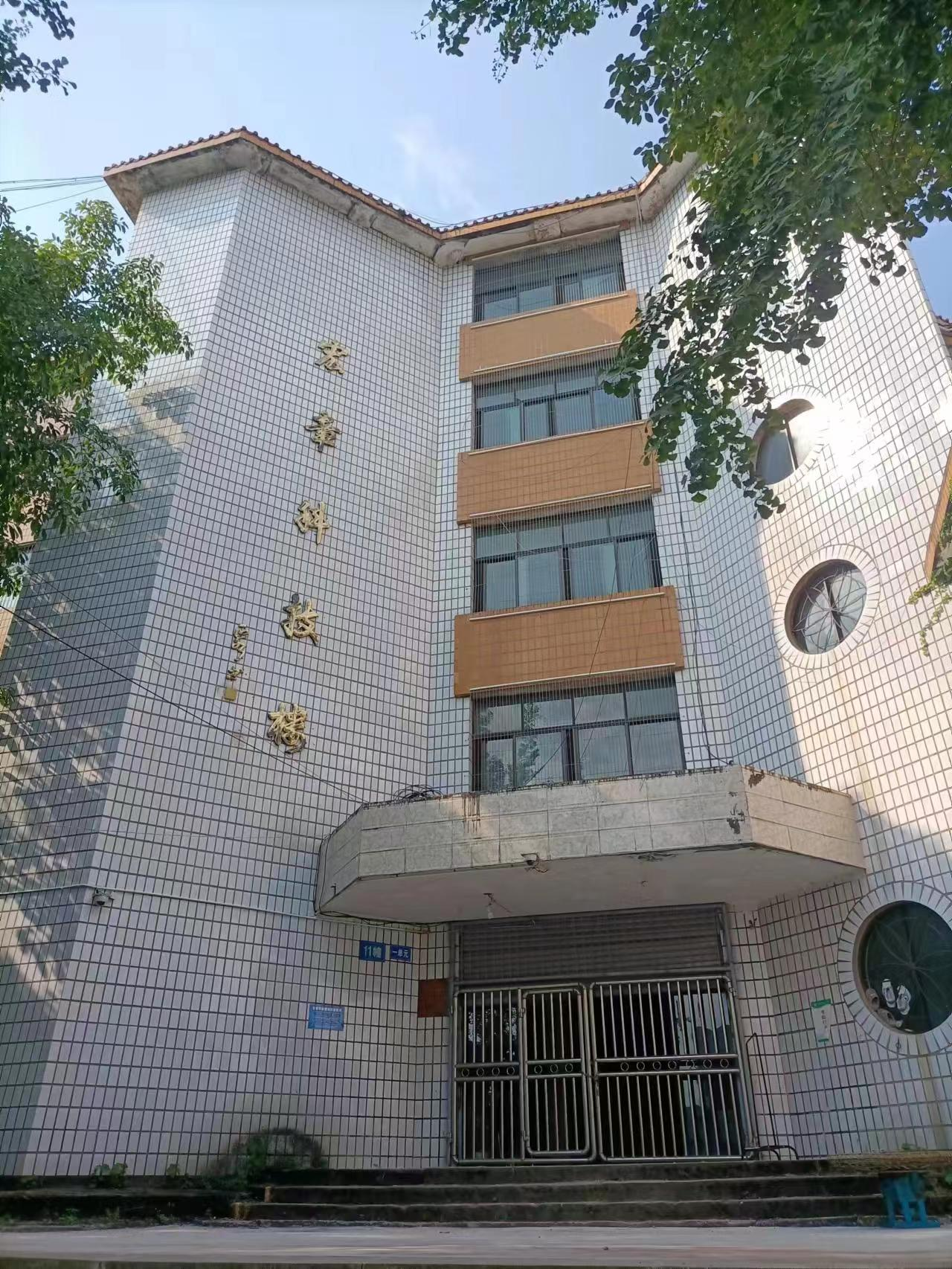
岳池中学宏章科技楼

学校的办学条件逐渐改善，已建成两座教学楼，总面积为2万平方米，拥有122间装配了多媒体教学系统的教室，并实现了校园网络全面覆盖。此外，学校还建有一座科技楼，面积为2600平方米，以及一座实验楼，面积为4200平方米。另外，学校还建有一座集图书馆、电子阅览室和学术报告厅于一体的综合办公楼。此外，学校还设有6个多媒体网络教室和600多台学生电脑。学校还拥有录播室、多媒体演示室、网络备课室，以及完善的音乐、美术和体育设施。此外，学校还有一个标准的400米塑胶运动场。

学校正在全面实施为期三年的校园“提档升级”规划，其中共投资2150万用于新建的第三座教学楼，目前主体工程已基本完工，预计将在2023年9月正式投入使用。另外，共投资315.6万元用于校舍维修工程，130万元用于校园绿化美化工程，这些项目已经立项并完成。还有一项投资1880万元的新运动场及相关工程已进入施工阶段。

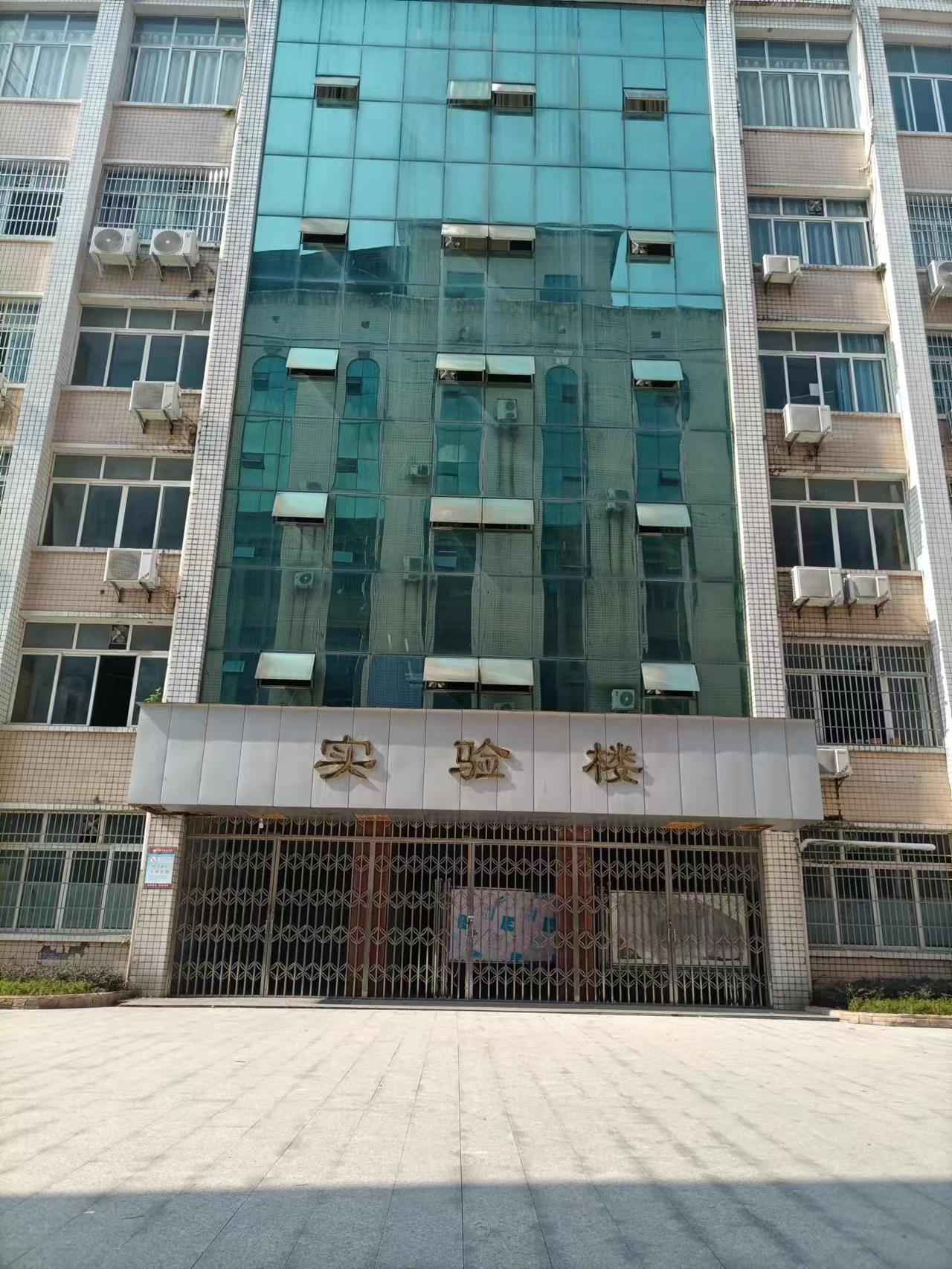
岳池中学实验楼

## 校园环境
岳池中学位于广安市岳池县城翔凤山脚下，新老两个校区共占地260余亩。

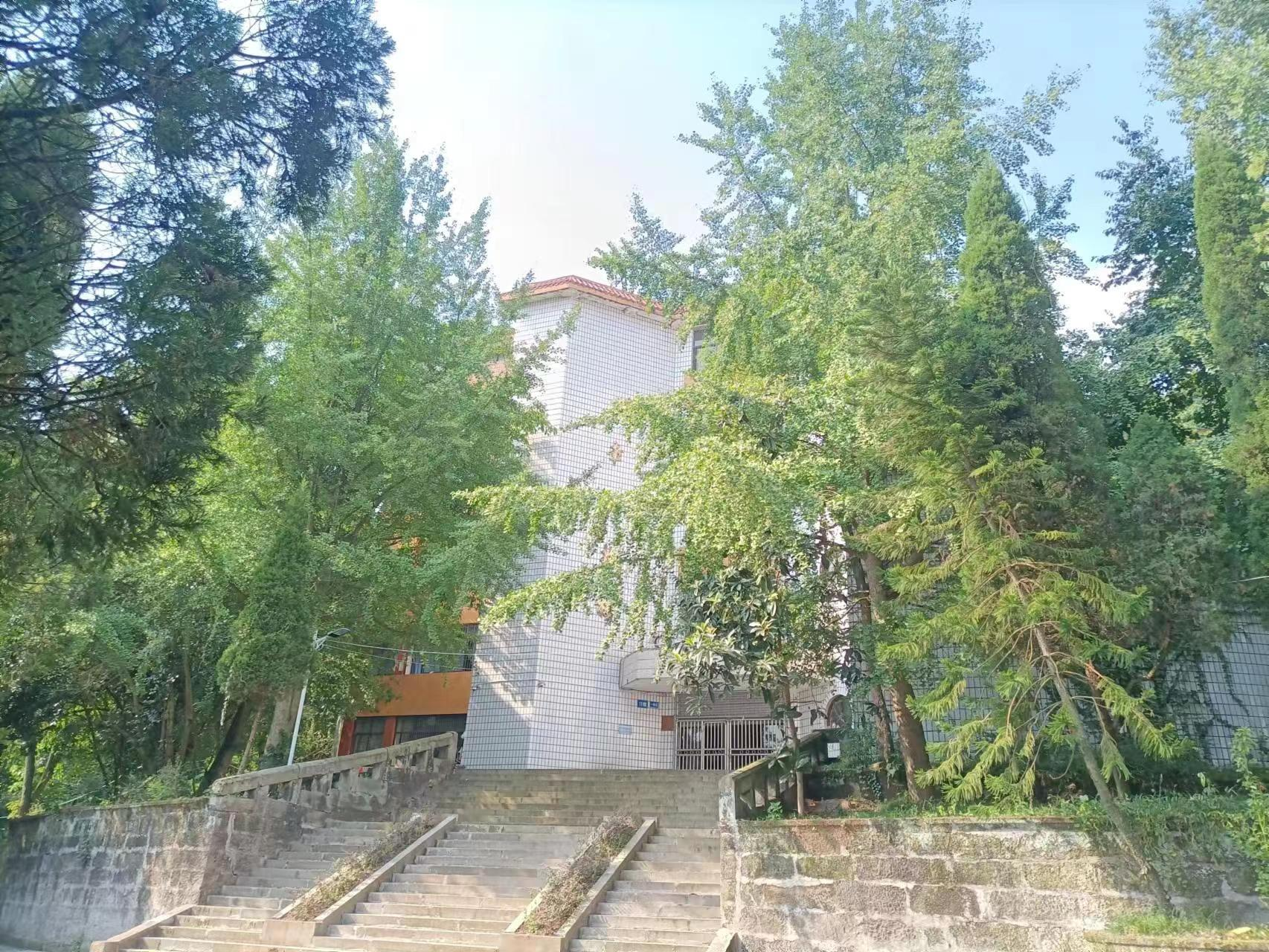
被树木环绕的宏章科技楼

校园紧邻凤山公园和烈士陵园，山上还有陆游亭、怀乡亭等景点，错落有致地点缀着整个风景。

四川省岳池中学
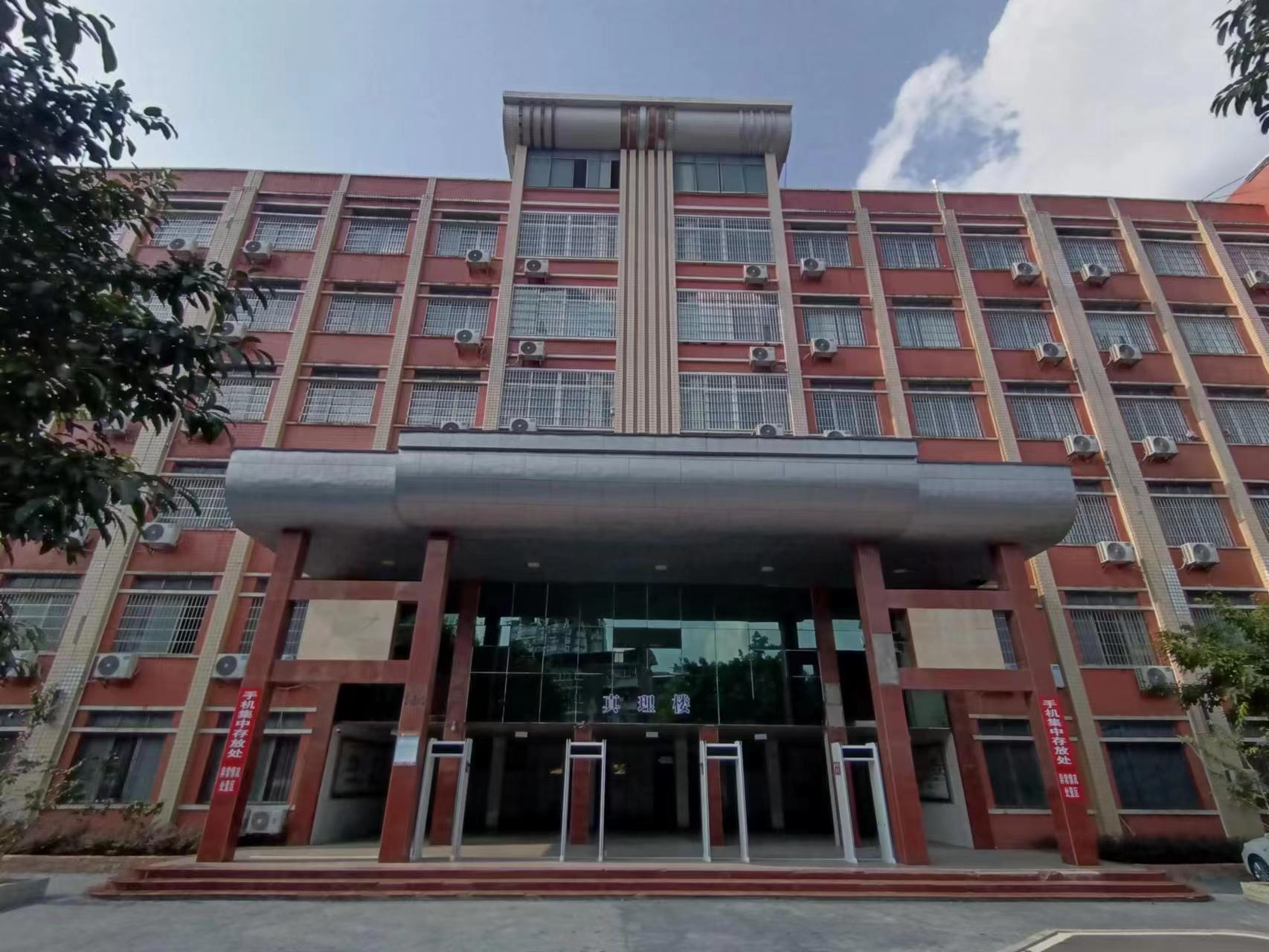
真理楼
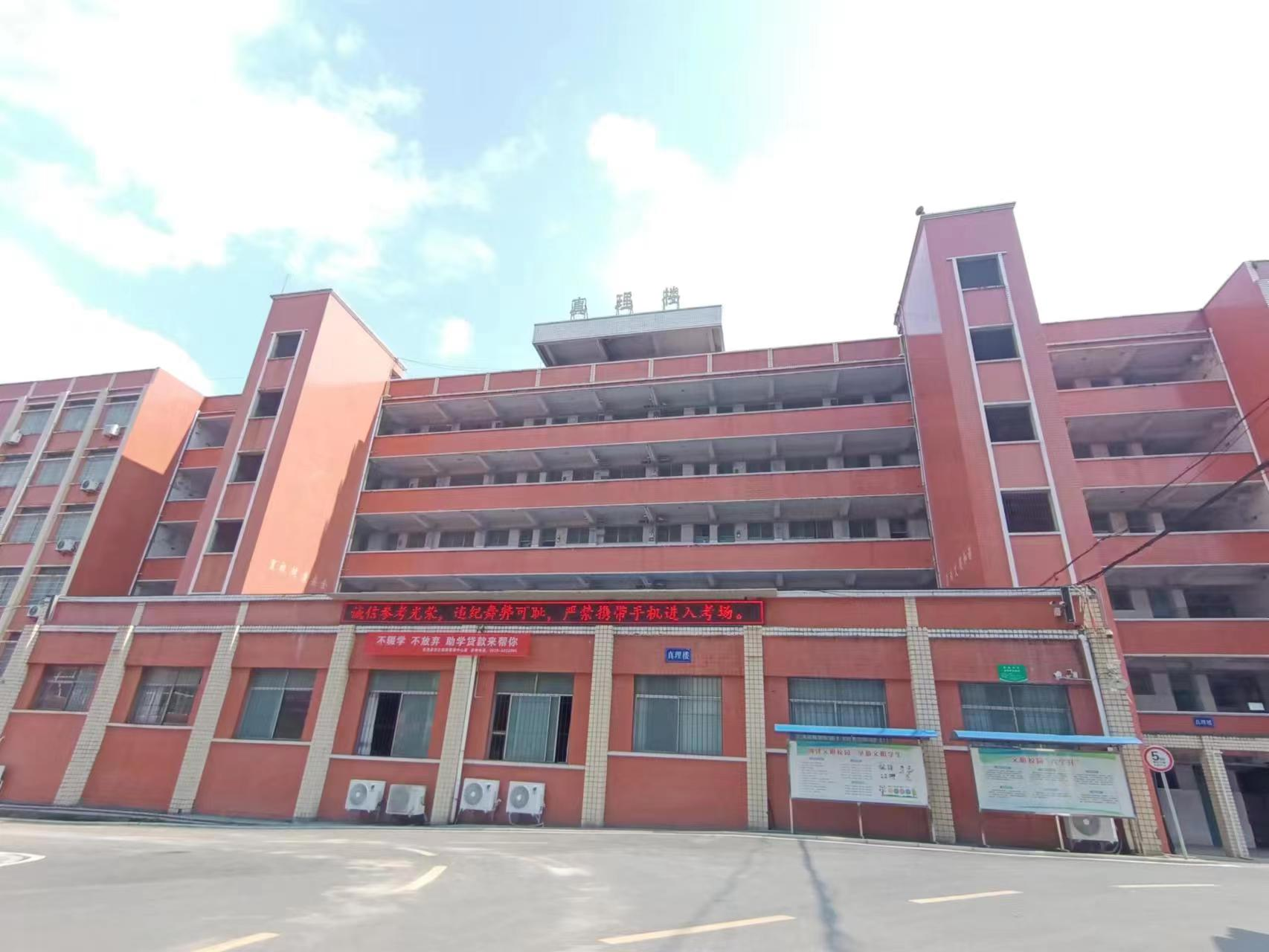
真理楼（背面）
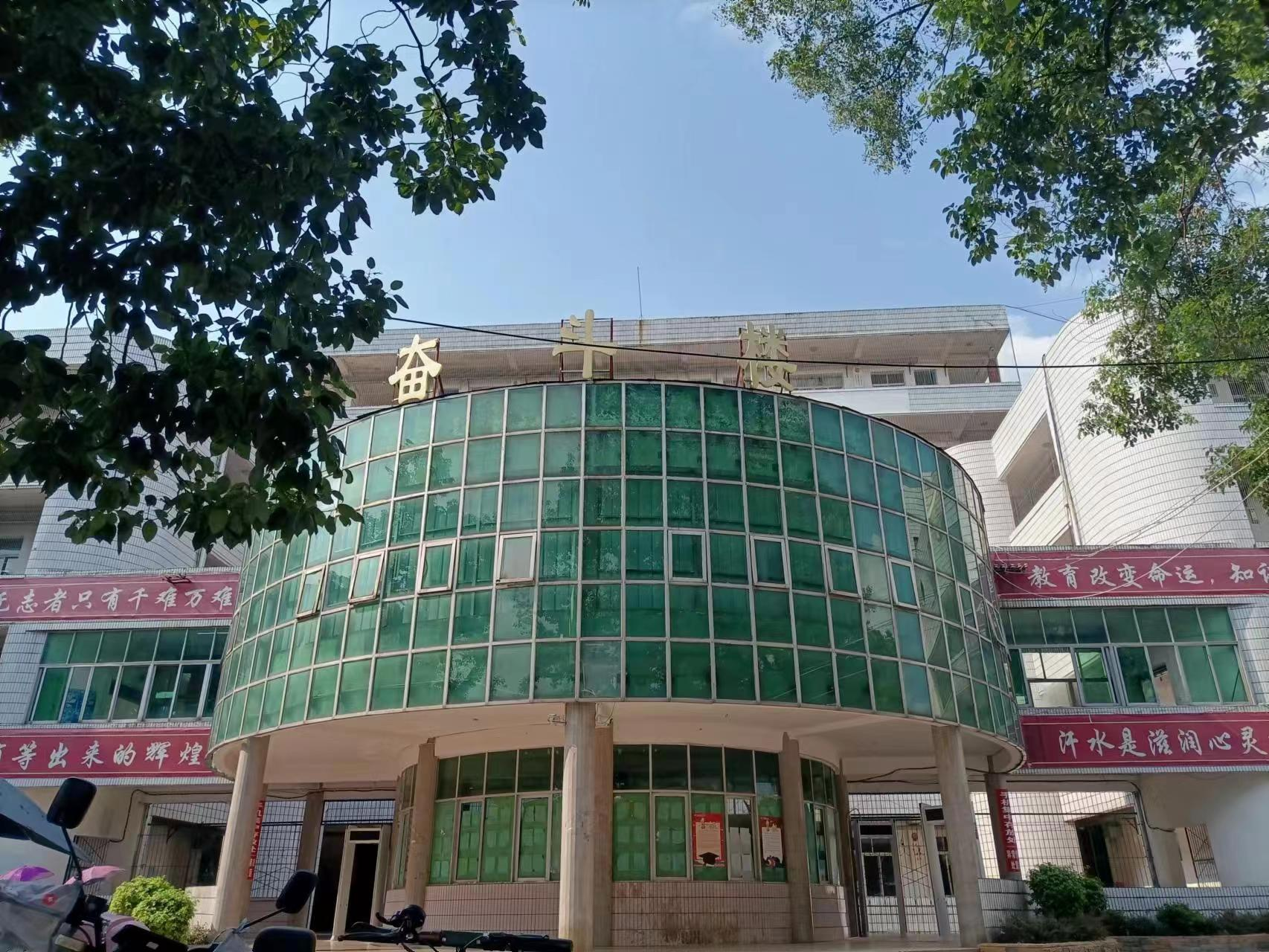
奋斗楼
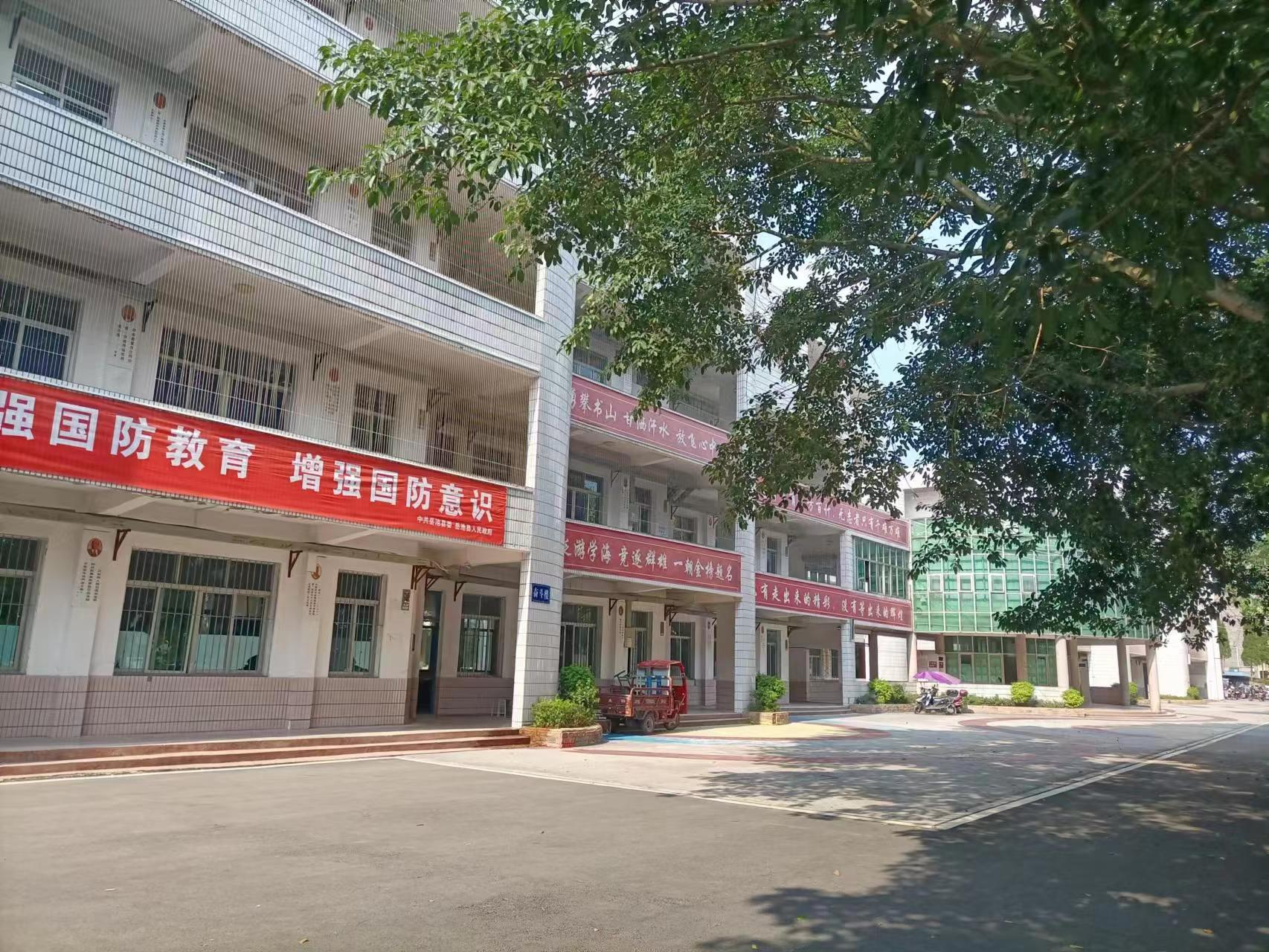
奋斗楼（侧面）